# Shinbashi
Shinbashi (新橋, souvent écrit Shimbashi en suivant la méthode Hepburn traditionnelle), littéralement « Pont neuf », dans le district de Minato-ku, est un quartier de Tokyo, situé à l'est de la ville, au sud de Ginza, à l'ouest de Tsukiji, à l'est de Toranomon et au nord de Hamamatsucho. C'est aussi le nom de l'un des arrêts de la ligne Yamanote, ligne de train entourant le centre-ville de Tokyo.

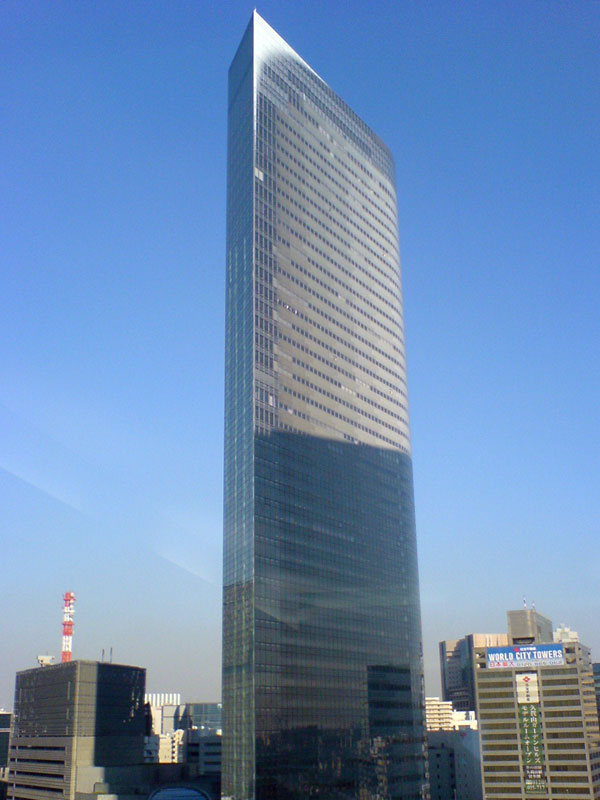
Dentsu Building.

La gare de Shimbashi est aussi le point de départ de la ligne Yurikamome, ligne de métro automatique sur pneus desservant Odaiba.
On trouve dans ce quartier la Nakagin Capsule Tower.